# Croton corchoropsis
Espèce
Croton corchoropsis est une espèce de plantes à fleurs du genre Croton et de la famille des Euphorbiaceae, présente au Brésil.
Il a pour synonyme :
- Croton saxosus, Müll.Arg., 1865
- Oxydectes corchoropsis, (Baill.) Kuntze